# بدرجهان خانم
بدرجهان خانم (زاده: حدود ۱۱۵۰ خورشیدی، ۱۱۸۵ قمری) اولین همسر  فتحعلی‌شاه قاجار بود. وی از شاه صاحب پنج فرزند شد که دو دختر از آنان اولین و دومین فرزند شاه از نظر سنی بودند. ناصرالدین‌شاه نتیجه وی بود.

## کودکی
او دختر جعفر خان عرب عامری و نوه قادر خان عرب عامری که پدر بر پدر حاکمان بسطام بودند. مادرش دختر اسماعیل خان خزیمه امیر قائنات بود. پس از آنکه پدر بدرجهان خانم به دامغان لشکر کشید آقا محمد خان قاجار او را تنبیه کرد و به ساری تبعید کرد. بدرجهان خانم که در آن زمان یازده سال (۱۱۹۶ قمری) داشت به حکم آغا محمد خان به عقد باباخان ولیعهدش درآمد.

## ازدواج
او در سال ۱۱۶۱ خ (۱۱۹۶ ق) با فتحعلی‌ خان به عنوان نخستین همسر وی به دستور آقا محمد خان ازدواج نمود. به گفته بامداد، مورخ قرن چهاردهم، وی اولین همسر عقدی فتحعلی‌شاه بوده است.
در منابع مورخین هم دوره ایشان نیز نام بدرجهان خانم در لیست همسران فتحعلی‌شاه به چشم می‌خورد، ولی به گونهٔ آشکار و با اطمینان گفته نشده که این پیوند زناشویی از نوع عقد دائمی بوده یا صیغه موقت بوده است. خاوری عنوان می‌کند که آنچه به نظر و تصور می‌آمد این بود که فتحعلی‌شاه مسائل شرعی در مورد حداکثر چهار همسر عقد دائم را مراعات می‌کرد و عاقد نیز از این مقدار بیشر همسر عقدی دوری می‌نمود. اگر چه این نخستین پیوند هر دو آنها بوده و محدودیت تعداد همسر اصولاً مطرح نبوده، ولی با این حال، خاوری نام بدرجهان خانم را در لیست چهارگانه همسران عقد دائم نیاورده است. بنابراین نمی‌توان با اطمینان گفت که این بانو از ابتدا در عقد دائم بوده و پس از مدتی به دلایلی بانوی دیگری جایگزین وی شده یا استثنایی برای پادشاه در مورد محدودیت تعداد همسران در عقد دائم لحاظ شده و یا اینکه وی از ابتدا در صیغه موقت بوده است.

## فرزندان
او از فتحعلی‌شاه صاحب سه دختر و دو پسر شد: دخترانش به ترتیب سن عبارت بودند از فرزند نخست فتحعلی‌شاه یعنی همایون خانم (خان باجی) همسر ابراهیم ظهیرالدوله، فرزند دوم فتحعلی‌شاه یعنی بیگم جان همسر امیرقاسم خان امیرکبیر (مادربزرگ ناصرالدین‌شاه)، و همدم سلطان خانم همسر محمدزکی خان نوری وزیر فارس. پسرانش به ترتیب سن حسین‌علی‌میرزا فرمانفرما و حسنعلی میرزا نام داشتند.
فرزندان فتحعلی‌شاه و بدرجهان خانم به ترتیب سنی عبارتند از:
- همایون خانم (همایون سلطان، خان باجی، خانم خانمان؛ زاده: ۱۱۶۵ خ، اواخر ۱۲۰۰ ق)؛ نخستین فرزند فتحعلی‌شاه؛ و همسر ابراهیم ظهیرالدوله.[۱۱]
- بیگم جان خانم (جان باجی؛ زاده: حدود ۱۱۶۶ خ، ۱۲۰۲ ق؛ درگذشته: پیش از ۱۲۱۳ خ، ۱۲۵۰ ق)؛ دومین فرزند فتحعلی‌شاه؛ همسر امیرقاسم خان امیرکبیر؛ و مادربزرگ ناصرالدین‌شاه.[۱۲]
- حسین‌علی‌میرزا فرمانفرما (زاده: ۱۱۶۸ خ، ۱۲۰۳ ق)
- حسنعلی میرزا شجاع‌السطنه (زاده: ۱۱۶۹ خ، ۱۲۰۴ ق)
- سیده بیگم خانم (همدم سلطان)؛ همسر محمدزکی خان نوری وزیر فارس.

## اقدامات
گفته می‌شود پس از حمله وهابیان به کربلا که خسارات زیادی به بار آورد، بدرجهان خانم اماکن مقدس و مدارس دینی را تعمیر کرد و چند باب خانه را وقف علما و طلاب نمود.

## سالهای پایانی زندگی
هنگامی که پسر ارشدش حسین‌علی‌میرزا فرمانفرما در سن ۱۲ سالگی (سال ۱۱۸۰ خ، ۱۲۱۴ ق) به فرمانفرمایی مملکت فارس برگزیده شد، بدرجهان خانم همراه با او به شیراز، شهر علم و دانش، رفت و ابتدا به استراحت پرداخت. سپس به صورت پنهان و آشکار به مشارکت و گاهی دخالت در کارهای کشوری پرداخت تا زمانی که پایان عمرش فرا رسید.